# بطولة الفرق الثنائية المختلطة العالمية إيه إيه إيه

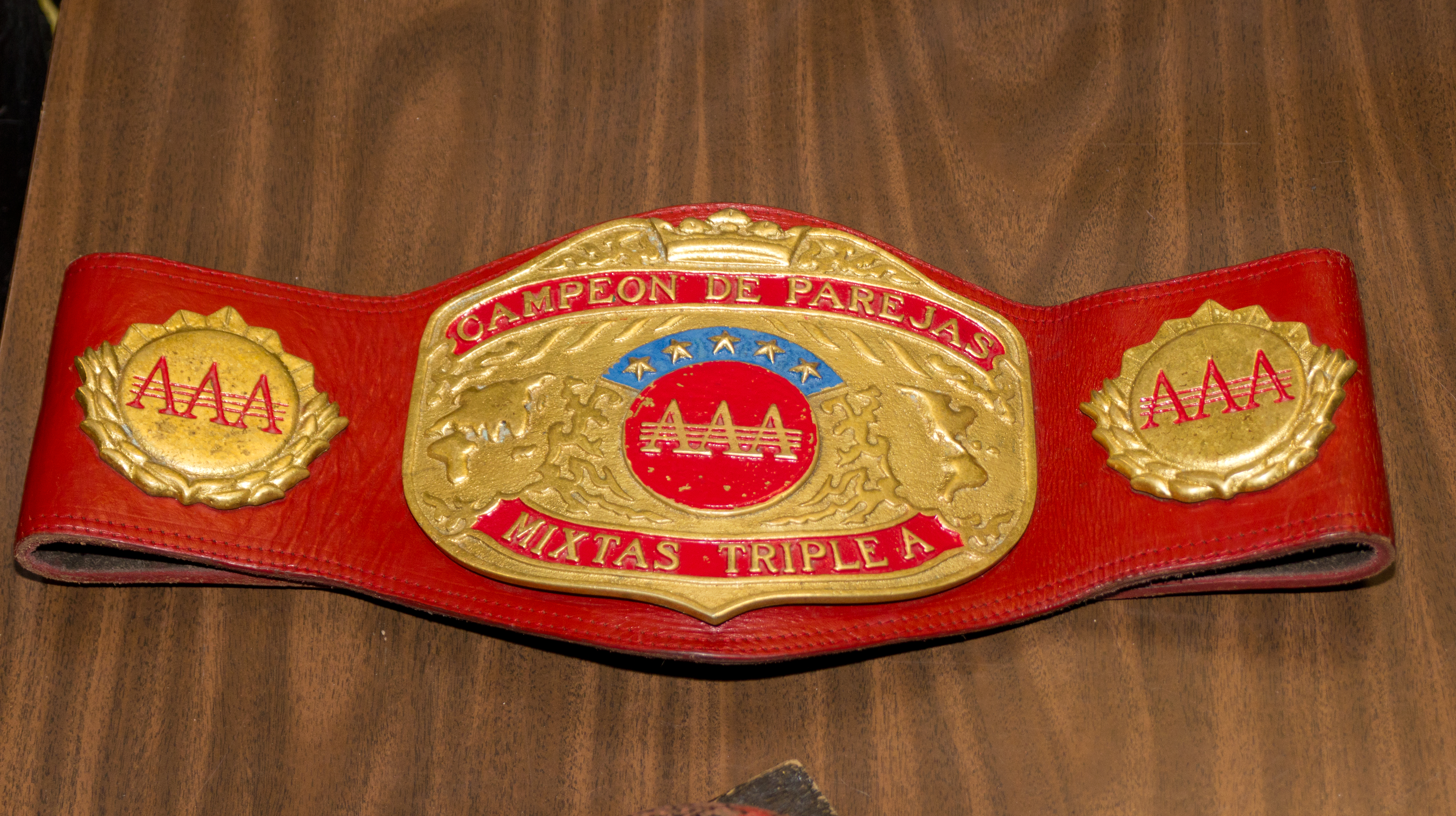
حزام بطولة الفرق الثنائية المختلطة العالمية إيه إيه إيه

بطولة الفرق الثنائية المختلطة العالمية إيه إيه إيه هي بطولة فرق ثنائية يتم التنافس امعليها في المكسيك لمنظمة المصارعة المكسيكية لوتشا ليبري تربل إيه ورلد وايد (إيه إيه إيه). البطولة مخصصة للفرق الثنائية المكونة من مصارع ذكر ومصارعة أنثى. ولكونها بطولة مصارعة محترفة، فإن الفوز بها لا يتم بشكل شرعي، بل من خلال نهاية مكتوبة لمباراة، أو أنها تُمنح لمصارع بسبب محور قصة.
البطلان الحاليان هما ليدي مارفيلا وفيلانو الثالث جونيور اللذين فازا بمباراة رباعية على اللقب. عدد الأبطال الفائزون بها خمسة عشر. يعد فريق الأشقاء سينثيا مورينو وإل أورينتال الفريق الوحيد الذي حمل اللقب مرتين، وهو كذلك أطول الفرق التي حافظت على اللقب بـ779 يومًا. تعود أقصر فترة احتفاظ إلى فريق لا ليثيون إكسترانثيرا المكون من أليكس كوسلوف وكريستينا فون إيري بـ91 يومًا. المصارع الوحيد الذي فاز باللقب أربعة مرات مع شركاء مختلفين هو فابي أباتشي.

## مسابقة الفرق الثنائية 2005
أقيمت البطولة في 10 ديسمبر 2005 خلال عرض الدفع مقابل المشاهدة غيرا دي تيتانيس 2005.
|  | نصف النهائي                | نصف النهائي                | نصف النهائي           |   |                            | النهائي                    | النهائي | النهائي |
|  |                            |                            |                       |   |                            |                            |         |         |
|  | سينثيا مورينو وإل أورينتال | سينثيا مورينو وإل أورينتال | ف                     |   |                            |                            |         |         |
|  | غران أباتشي وتيفاني        | غران أباتشي وتيفاني        | خ                     |   |                            |                            |         |         |
|  |                            |                            |                       |   | سينثيا مورينو وإل أورينتال | سينثيا مورينو وإل أورينتال | ف       |         |
|  |                            | تشيزمان ولا ديابوليكا      | تشيزمان ولا ديابوليكا | خ |                            |                            |         |         |
|  | تشيزمان ولا ديابوليكا      | تشيزمان ولا ديابوليكا      | ف                     |   |                            |                            |         |         |
|  | بيلي بوي وإيسترييتا        | بيلي بوي وإيسترييتا        | خ                     |   |                            |                            |         |         |

## وصلات خارجية
- تاريخ العنوان الرسمي من إيه إيه إيه